# H-Iロケット
H-Iロケット（エイチワンロケット、エイチいちロケット）は、宇宙開発事業団（NASDA）と三菱重工業がN-IロケットとN-IIロケットに続いて開発し、三菱重工業が製造した人工衛星打上げ用液体燃料ロケットである。名称の頭文字「H」は水素の元素記号に由来し、第2段の燃料に液体水素を使用することから名付けられた。

## 概要
Nロケットに引き続き、一部がブラックボックスの条件で米国のデルタロケットの技術を導入し開発された。第2段と第3段ロケットや慣性誘導装置を国産化しており、デルタロケットの技術導入を行った3種類のロケットの中では国産比率が最も高く、N-IIでは54%から61%だった国産化率がH-Iでは78%から98%まで向上した。次世代のH-IIロケットへの重要なステップとなったが、第1段が自主技術で開発したものではないために、N-IやN-IIと同様にデルタロケットの亜種として分類される。名称はH-IIと類似しているが、N-IIと共通の第1段を用いている等、技術的な類似点はN-IIの方が多い。
第2段用に液体酸素と液体水素を推進剤とするLE-5型エンジンを自主技術で開発できたことは、次世代のH-IIロケットの第1段用LE-7型エンジンの実現に道筋をつけた点で意義が大きい。LE-7の実用化にはそれにもかかわらず大変な努力を要したわけであるが、LE-5の経験が無ければさらに難易度が高くなったといえる。
1981年（昭和56年）に開発が開始され、1986年（昭和61年）8月13日にH-I試験機（第1号機）の打ち上げに成功、1992年（平成4年）まで合計9機を打ち上げ、すべて成功した。これにより「さくら」「ひまわり」「ゆり」など実用静止衛星の打上げを順調にこなし、さらに複数衛星の同時打上げの技術習得も行った。
関係機関の一部ではH-IAとも呼称されていたこともあり、後継として静止軌道に800kgの打上げ能力をもつH-IBロケット（後述）を開発する予定であった。しかし、2t級静止衛星の需要増加や国内技術の進歩のために計画を発展的に解消し、H-IIロケットの開発へと移行することになった。

## 開発計画の背景
Nロケットの打ち上げ能力不足を背景として1975年（昭和50年）から以下のような基本的な枠組みの元に調査研究が開始された。
1. 昭和60年代初頭から10年以上主力機として使用することが可能であること。
2. 静止軌道上に500から800kgの人工衛星を打ち上げることが可能であること。
3. 昭和60年代後半の宇宙輸送系の技術基盤を蓄積できるものであること。
4. 原則として自主技術を用いること。

この研究において上段の構成要素はほぼ決定されていたが、第1段をどういったものにするかが争点となった。第1段を新規開発するのであれば開発計画に間に合わず、N-IIの流用とすると新規開発要素が少ないために開発計画には間に合うが打ち上げ能力が計画値の下限となる等、それぞれ問題があった。最終的にはN-IIの第1段を流用した500kg級のロケットH-IA（後のH-Iに該当）をまず開発し、その後800kgまで能力を増強したH-IBを開発するという計画に落ち着いた（後にH-IBは計画中止）。

## 諸元と構成

H-I

### 主要諸元
| 諸元＼各段     | 諸元＼各段                 | 第1段               | 補助ロケット             | 第2段                                             | 第3段              | フェアリング       |
| -------------- | -------------------------- | ------------------- | ------------------------ | ------------------------------------------------- | ------------------ | ------------------ |
| 寸 法          | 長さ(m)                    | 22.44               | 7.25                     | 10.32                                             | 2.34               | 7.91               |
| 寸 法          | 全長(m)                    | 40.3                | 40.3                     | 40.3                                              | 40.3               | 40.3               |
| 寸 法          | 外径(m)                    | 2.44                | 0.79                     | 2.49                                              | 1.34               | 2.44               |
| 重 量          | 各段全備重量(t)            | 85.8 （段間部含む） | 40.3 （9本）             | 10.6                                              | 2.2                | 0.6                |
| 重 量          | 全段重量(t)                | 139.9 （衛星除く）  | 139.9 （衛星除く）       | 139.9 （衛星除く）                                | 139.9 （衛星除く） | 139.9 （衛星除く） |
| エ ン ジ ン    | 名称                       | MB-3-3              | キャスターII             | LE-5                                              | UM-129A            | N/A                |
| エ ン ジ ン    | 型式                       | 液体ロケット        | 固体ロケット             | 液体ロケット                                      | 固体ロケット       | N/A                |
| エ ン ジ ン    | 推進薬種類 （酸化剤/燃料） | LOX/RJ-1            | HTPB                     | LOX/LH2                                           | HTPB               | N/A                |
| エ ン ジ ン    | 推進薬重量(t)              | 81.4                | 33.6 (9本)               | 8.8                                               | 1.8                | N/A                |
| エ ン ジ ン    | 比推力(s)                  | 249 （海面上）      | 238 （海面上）           | 442 （真空中）                                    | 288 （真空中）     | N/A                |
| エ ン ジ ン    | 平均推力(tf)               | 78.0 （海面上）     | 22.5 （海面上）（1本分） | 10.5 （真空中）                                   | 7.9 （真空中）     | N/A                |
| エ ン ジ ン    | 燃焼時間(s)                | 273                 | 38                       | 364                                               | 66                 | N/A                |
| エ ン ジ ン    | 推進薬供給方式             | ターボポンプ        | N/A                      | ターボポンプ                                      | N/A                | N/A                |
| 制御 シス テム | ピッチ ヨー                | ジンバル            | N/A                      | ジンバル（推力飛行中） ガスジェット（慣性飛行中） | スピン安定         | N/A                |
| 制御 シス テム | ロール                     | バーニアエンジン    | N/A                      | ガスジェット                                      | スピン安定         | N/A                |

### 構成

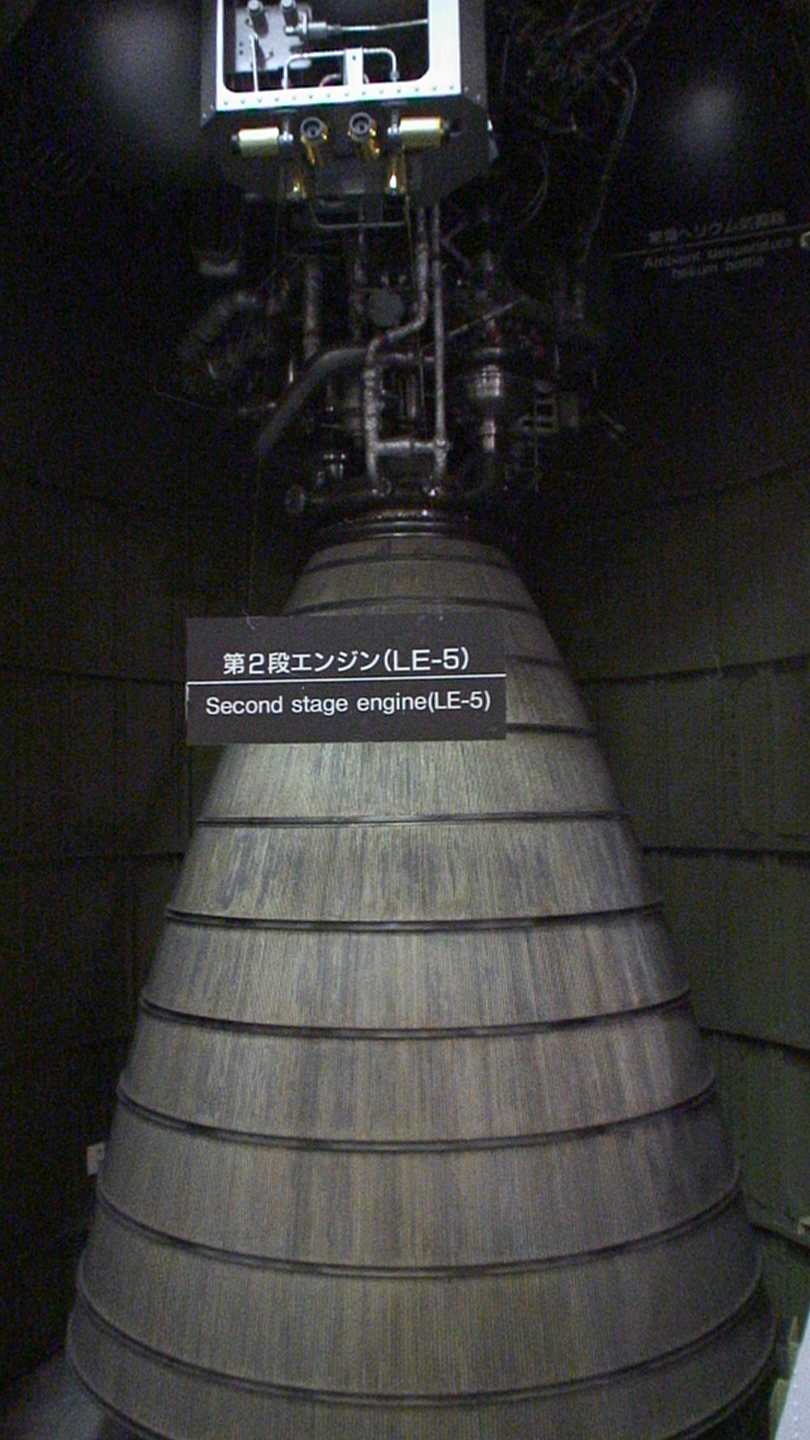
LE-5エンジン展示モデル

3段式の液体＋固体ロケット
- 第1段: MB-3-3型エンジン
推進剤にケロシンと液体酸素を使用した、N-IIとほぼ同じライセンス生産品。7号機以降はデルタIIと同様にタンクの塗装が省かれ、緑色の防錆塗料が露出している。
- 第1段補助ブースタ（SOB）: キャスターII
N-IIロケット同様に日産自動車（現・IHIエアロスペース）がライセンス生産したもの。9基もしくは6基を搭載。
- 第2段: LE-5型液体ロケットエンジン
NASDAと三菱重工業、石川島播磨重工業、航空宇宙技術研究所が開発したもので、推進剤は液体酸素・液体水素を搭載し、軌道上再着火が可能。
- 第3段: UM-129A
日産自動車が製造する国産球形固体ロケットモータ。HTPB系コンポジット推進薬を使用する。GTO投入時に用いられ、LEOへの打ち上げでは用いられない。
- ペイロードフェアリング
N-IIと同型のマクドネル・ダグラス製のデルタ用CFRPフェアリングを完成品で輸入。
- 誘導装置: 慣性誘導装置
国産化したステーブル・プラットフォーム方式のものを第2段に搭載。

## 打ち上げ実績
| 機体               | 打上げ年月日  | 段数  | 補助ブースタ | 成否 | 積荷        | 命名前 | 目的                           | 軌道 | 備考                                          |
| ------------------ | ------------- | ----- | ------------ | ---- | ----------- | ------ | ------------------------------ | ---- | --------------------------------------------- |
| 試験機1号機 (H15F) | 1986年8月13日 | 2段式 | 9基          | 成功 | あじさい    | EGS    | 測地実験衛星                   | LEO  |                                               |
| 試験機1号機 (H15F) | 1986年8月13日 | 2段式 | 9基          | 成功 | じんだい    | MABES  | 磁気軸受フライホイール実験装置 | LEO  |                                               |
| 試験機1号機 (H15F) | 1986年8月13日 | 2段式 | 9基          | 成功 | ふじ        | JAS-1  | アマチュア衛星1号              | LEO  | Fuji-Oscar-12, FO-12 日本初のピギーバック衛星 |
| 試験機2号機 (H17F) | 1987年8月27日 | 3段式 | 9基          | 成功 | きく5号     | ETS-V  | 技術試験衛星V型                | GSO  |                                               |
| 3号機 (H18F)       | 1988年2月19日 | 3段式 | 9基          | 成功 | さくら3号a  | CS-3a  | 通信衛星3号-a                  | GSO  |                                               |
| 4号機 (H19F)       | 1988年9月16日 | 3段式 | 9基          | 成功 | さくら3号b  | CS-3b  | 通信衛星3号-b                  | GSO  |                                               |
| 5号機 (H20F)       | 1989年9月6日  | 3段式 | 6基          | 成功 | ひまわり4号 | GMS-4  | 静止気象衛星                   | GSO  |                                               |
| 6号機 (H21F)       | 1990年2月7日  | 2段式 | 9基          | 成功 | もも1号b    | MOS-1b | 海洋観測衛星1号-b              | LEO  |                                               |
| 6号機 (H21F)       | 1990年2月7日  | 2段式 | 9基          | 成功 | おりづる    | DEBUT  | 進展展開機能実験ペイロード     | LEO  |                                               |
| 6号機 (H21F)       | 1990年2月7日  | 2段式 | 9基          | 成功 | ふじ2号     | JAS-1b | アマチュア衛星1号-b            | LEO  | Fuji-Oscar-20, FO-20                          |
| 7号機 (H22F)       | 1990年8月28日 | 3段式 | 9基          | 成功 | ゆり3号a    | BS-3a  | 放送衛星3号-a                  | GSO  |                                               |
| 8号機 (H23F)       | 1991年8月25日 | 3段式 | 9基          | 成功 | ゆり3号b    | BS-3b  | 放送衛星3号-b                  | GSO  |                                               |
| 9号機 (H24F)       | 1992年2月11日 | 2段式 | 9基          | 成功 | ふよう1号   | JERS-1 | 地球資源衛星1号                | LEO  |                                               |

注：LEO:低軌道、GSO:静止軌道

## H-IBロケット
Hロケットの開発計画において800kgの静止衛星打上げ能力をもつロケットとして計画されていたのがH-IBロケットである。固体補助ロケットのキャスターIVクラスへの大型化、MB-3-3エンジンのクラスタ化、新大型第1段エンジンの開発、推力偏向機能付大型固体補助ロケットを採用する等、幅広く検討が行われ、第3段をLOX/LH2エンジンに置き換える案が有力となった。第3段を置き換える案は詳細な設計検討まで行われ、1989年の試験1号機打ち上げを目指していた。しかし、急速な2t級静止衛星の需要増加により、1982年（昭和57年）頃に計画はH-IIロケットへと発展的に解消する方向性が示され、最終的に1984年（昭和59年）2月の宇宙開発政策大綱改訂によって書類上からも計画は消滅した。

### 主要諸元
- 全長：41.5m
- 最大径：3.0m
- 全備重量：140.9t

### 第3段LOX/LH2エンジン
A案（ペリジ・アポジキックステージ）
- 全長：3.1m
- 直径：2.45m
- 重量：2.3t
- 推進薬重量：2.0t
- 燃焼方式：エキスパンダーサイクル
- 真空推力：1tf
- 真空比推力：462s
- 燃焼時間：840 - 900s

B案（ペリジキックステージ）
- 全長：2.76m
- 直径：2.45m
- 重量：2.3t
- 推進薬重量：2.0t
- 燃焼方式：エキスパンダブリードサイクル
- 真空推力：1tf（0.5tf × 2）
- 真空比推力：462s
- 燃焼時間：840 - 900s

### その他の変更点
フェアリング
第3段の直径増大に伴って直径3mのフェアリングを使用する予定であった。
第1段制御部
3mフェアリングの採用によって飛翔時の外乱が増加し、最悪の場合には第1段の制御能力を上回ることが指摘された。これによって第1段制御能力の向上が検討され、メインエンジンジンバル舵角限界の改善及びロードリリーフ制御系の採用が決定された。

## 実物大展示模型
H-Iロケットの実物大展示模型が、1989年3月から宮崎科学技術館に設置されている。